# Johansen-Inseln
Die Johansen-Inseln sind eine Gruppe kleiner, niedriger und teilweise schneefreier Inseln vor dem nordwestlichen Ende der antarktischen Alexander-I.-Insel. Sie liegen 20 km westnordwestlich des Kap Wostok.
Die Besatzung der USS Bear entdeckte sie 1940 im Rahmen der United States Antarctic Service Expedition (1939–1941). Namensgeber ist Bendik Johansen (1889–unbekannt), Eispilot bei dieser und den beiden ersten Antarktisexpeditionen (1928–1930 und 1933–1935) des US-amerikanischen Polarforschers Richard Evelyn Byrd.